# Baltschieder Bach
La Baltschieder Bach est une rivière de Suisse, affluent du Rhône.

## Parcours
Elle nait des eaux de fonte de deux glaciers (Üssre Baltschieder Gletscher et Innre Baltschieder Gletscher) situés entre le Breitlauihorn et le Breithorn. La vallée est également dominée par le Bietschhorn. Elle coule ensuite vers le sud et rejoint le Rhône à la hauteur de Baltschieder près de Viège.

## Catastrophe
Le 15 octobre 2000, une crue très importante de cette rivière touche le village de Baltschieder dans la vallée du Rhône. C'est tout particulièrement la quantité de matériaux charriés qui cause beaucoup de dégâts. À peu près le 95 pour cent des zones habitées sont inondées et de nombreux bâtiments sont endommagés. Les 1 100 habitants ont dû être évacués provisoirement.